# De Volharding (Artis)

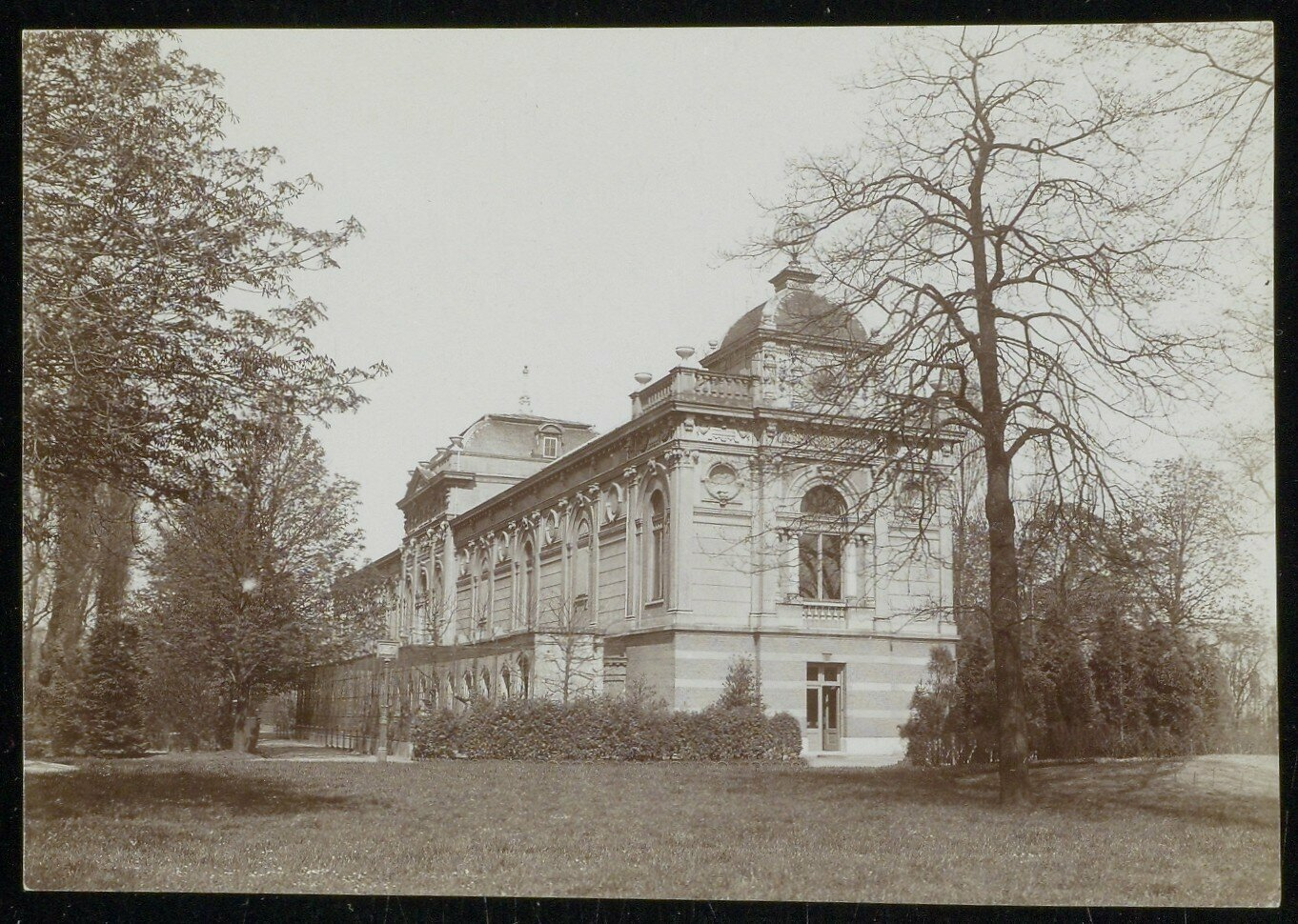
Gebouw De Volharding in 1899

De Volharding is een museumgebouw geopend in 1888 in de dierentuin Artis in Amsterdam ontworpen door architect Dolf van Gendt voor de huisvesting van het ethnographisch museum.
Het etthnographisch museum was ondergebracht in 'Sociëteit Amicitiae': het 'Kleine Museum'. Vanwege de uitbreiding van de collectie werd besloten tot het oprichten van een speciaal museumgebouw. Op de plaats van een rijstpakhuis met de naam de 'De Volharding' werd een nieuw gebouw neergezet met op de begane grond dierenverblijven en op de eerste verdieping grote zalen met galerijen rondom.
Het gebouw De Volharding is na de verplaatsing in 1921 van de etnografische collectie voor de Universiteit van Amsterdam verbouwd door Bert Johan Ouëndag en in 1923 in gebruik genomen als het Zoölogisch Laboratorium dat sinds 1882 gevestigd was in het Aquariumgebouw. In 1958 werd ook het Dierfysiologisch Laboratorium hier gevestigd. In 1975 werden de laboratoria van de universiteit verplaatst naar de Watergraafsmeer, het latere Amsterdam Science Park. Sinds 1986 zijn op de bovenverdiepingen de kantoren van Artis gevestigd In 2023 werd gestart met de verduurzaming (renovatie buitengevel, dak en installaties) van De Volharding.

## Dierenverblijven
Op de begane grond bevindt zich het Nachtdierenhuis en de Gierenvolière.
Aanvankelijk lagen aan de westzijde van dit gebouw ongeveer twintig volières voor roofvogels en de oostzijde meerdere perken voor runderen. Het aantal roofvogelvolières werd in de jaren negentig teruggebracht tot zeven en uiteindelijk in 2003 vervangen door één grote volière voor uitsluitend Europese gieren. Aanvankelijk werd deze volière door drie soorten (vale gier, aasgier, monniksgier) bewoond, maar inmiddels is alleen nog een groep vale gieren te zien.
In De Volharding bevond zich van 1995 tot 2011 de 'Jungle by Night'. In eerste instantie was het een nachtdierenhuis voor Zuid-Amerikaanse soorten als brilbladneusvleermuizen, bergpaca's, nachtapen, negenbandgordeldieren, reuzenpadden en grottenzalmen. Later kwamen er ook verschillende nachtdieren uit andere continenten in de Jungle by Night, waaronder de potto en de suikereekhoorn. In 2011 verhuisde het merendeel van de zoogdiersoorten in de 'Jungle by Night' naar het Apenhuis, terwijl enkele andere soorten elders werden ondergebracht.